# Paio Peres Correia
Paio Peres Correia (em castelhano: Pelayo Pérez Correa; c. 1205 – janeiro de 1275) foi Mestre da Ordem de Santiago, tendo conduzido uma campanha militar contra os mouros no Algarve, que culminou com a tomada de Silves, deixando ao rei Afonso III de Portugal a tarefa de conquistar as últimas bolsas de resistência em 1249.

## Biografia
D. Paio Peres Correia, filho de Pero Pais Correia e Dordia Pires de Aguiar, terá nascido no ano de 1205, possivelmente na Honra de Farelães (Monte de Fralães, Barcelos). As Inquirições assinalam a presença dos seus irmãos, de uma irmã e de outros parentes em freguesias da vizinhança. Era neto pelo lado paterno de Paio Soares Correia e de Maria Gomes da Silva e neto por via materna de Pedro Mendes de Aguiar, senhor de Aguiar e de Estevainha Mendes de Gundar.
Ignora-se as circunstâncias da sua entrada na Ordem de Santiago. López Fernandez levanta a hipótese de a entrada ter coincidido com a época de fervor religioso e exaltação das ordens militares com que Portugal recebeu a notícias da queda de Alcácer do Sal em 1217. Certo é que Agosto de 1228 o freire Paio Correia estava em Aragão na comitiva do Mestre de Santiago Pedro González que colaborou com o rei de Aragão na redução do condado do Urgel até Outubro de 1228.
Em Março de 1232, reinado Sancho II de Portugal, aparece como comendador de Alcácer do Sal; ou seja comendador-mor de Portugal, sucedendo a Mendo Álvares. Conquistou Aljustrel aos mouros em 1234. Foi também sua direção, mas sem intervenção direta, que os santiaguistas e a mesnada do seu primo Gonçalo Eanes do Vinhal conquistaram Mértola por volta de 1238. Em 1241, quando voltou para o ramo castelhano da Ordem de Santiago já tinha conquistado grande parte do Sotavento e ainda Paderne e Silves. De acordo com a Crónica da Conquista do Algarve, Tavira foi conquistada aos mouros, em 11 de Junho, por D. Paio Peres Correia, no decurso da sua tentativa de socorrer os Mártires de Tavira.

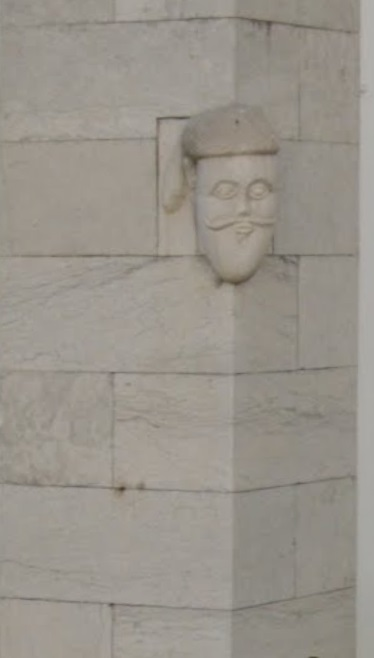
Suposto rosto em efígie de Paio Peres Correia na esquina norte dos Paços do Concelho de Tavira.

Em 1235 já como comendador-mor da Ordem de Santiago em Portugal recebe, em nome da Ordem, Aljustrel por doação do rei Sancho II.
No final de 1241, já era comendador-mor de Uclès e, ergo, o principal de Castela.

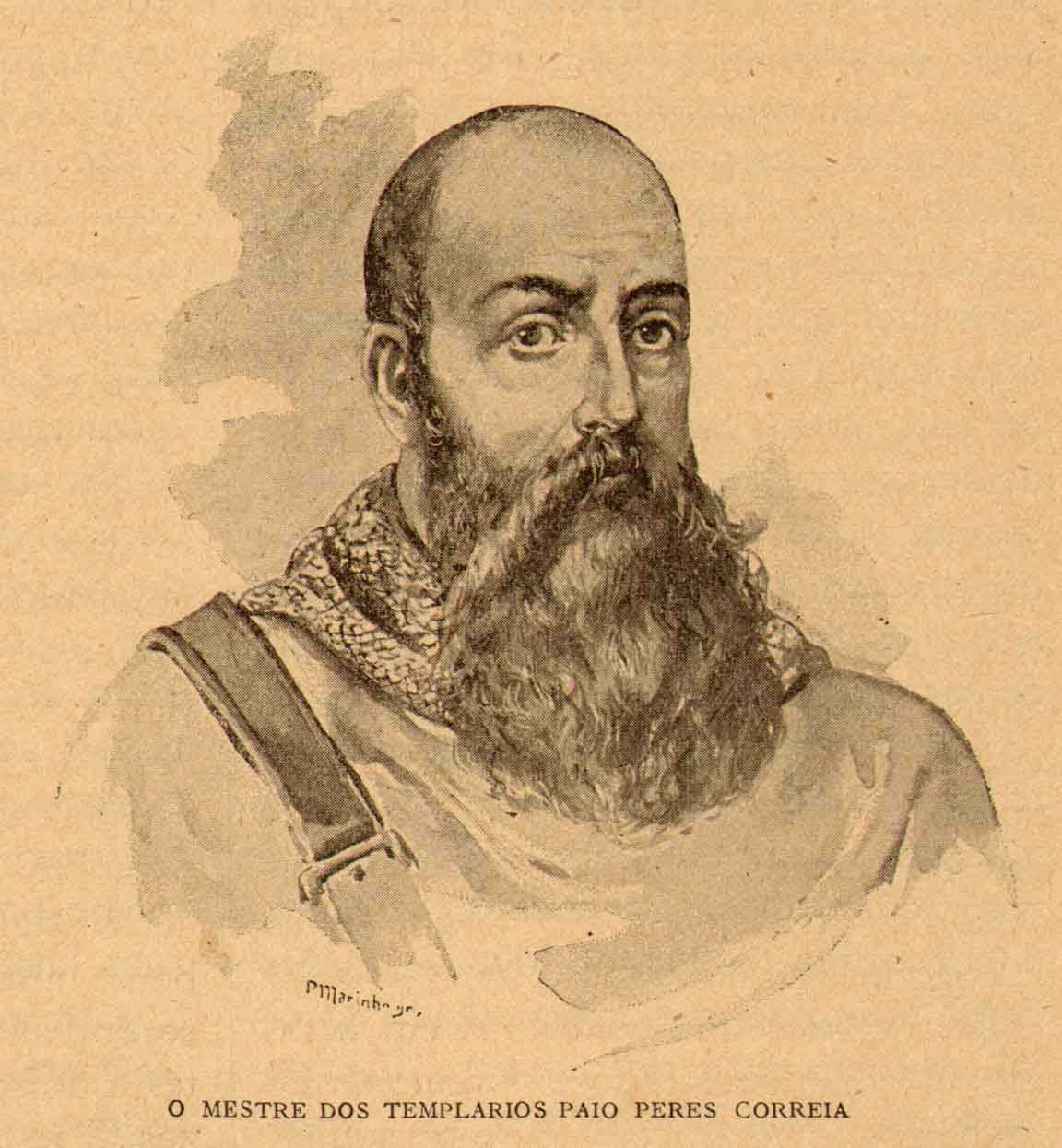
D. Paio Peres Correia

Em Dezembro de 1242, torna-se em Mérida o 17º Grão-Mestre da Cavalaria de Santiago e passou então a estar ao serviço de Fernando III e de seu filho, o futuro Afonso X de Leão e Castela, vivendo naturalmente no reino de Castela.
Segundo a Crónica da Conquista do Algarve, inserida na Crónica Portuguesa de 1419, Paio Peres voltaria ao Algarve em 1249, no reinado de D. Afonso III, e colaborou nas conquistas de Faro e Aljezur. Um dos pontos altos da sua acção militar aconteceu na tomada de Sevilha em 1248, onde teve uma acção de grande relevo, como o testemunha, por exemplo, a Crónica Geral de Espanha de 1344.

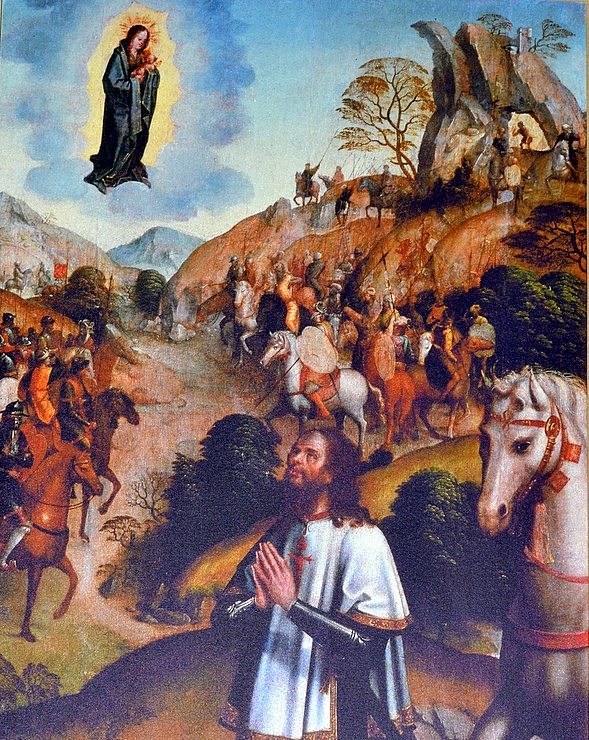
Aparição da Virgem a um Mestre da Ordem de Santiago Mestre da Lourinhã

## Morte e sepultura
O mestre morreu entre 11 e 17 de janeiro de 1275 em Uclés, segundo algumas fontes, ou na comenda santiaguista de Montalbán em Aragão e os funerais foram celebrados no mosteiro de Uclés.
Foi sepultado no claustro da igreja do Hospital em Talavera de la Reina. Em 1511, seus restos mortais foram levados por ordem dos Reis Católicos para o mosteiro de Tentudía, em Calera de León, que foi fundada como uma pequena capela por Paio Peres Correa em 1240, e foi a maior comenda da Ordem de Santiago. Circula a tradição que os seus restos estão enterrados em Tavira na Igreja Matriz junto com os Mártires de Tavira, mas é improvável.
No mesmo ano, foi sucedido por Gonçalo Rodrigues Girão como mestre da Ordem de Santiago.